# Lucas Alario
Lucas Nicolás Alario (Tostado, 1992. október 8. –) olasz származású argentin labdarúgó, az Eintracht Frankfurt csatára.

## Pályafutása

### Bayer Leverkusen
2017 nyarán egy hosszú és csúnya jogi huzavonát követően (a River Plate semmiképp sem akart megválni támadójától) Alario 24 millió Euróért cserébe a német első osztályban szereplő Bayer Leverkusenhez szerződött. A Gyógyszergyáriak nem titkoltan a klubot elhagyó Chicharito és a már lassan kiöregedő klubikon, Stefan Kießling pótlására szerződtették az argentint. A Bundesligában a fent említett átigazolási gondok miatt csak szeptemberben, a hatodik fordulóban rendezett Hamburg elleni mérkőzésen tudott bemutatkozni - rögtön góllal és gólpasszal. Az edző Heiko Herrlich (aki maga is csatár volt) a szezon során rendre a kezdőcsapatban számolt vele, amit 9 találattal hálált meg - a Hoffenheim és a Hannover ellen duplázni tudott. A német kupában elődöntőig jutó Werkselfben egyszer volt eredményes. A következő, 2018-19-es idény rajtjánál alaposan beragadó csapatban Alario eleinte nem találta a formáját, egészen decemberig nem talált be - illetve a szélsőből csatárrá előléptetett Kevin Volland személyében erős kihívót kapott. A tavaszi szezonban szerencsére újra erőre kapott, a zárófordulóban pedig a Hertha ellen megszerezte első német bajnoki mesterhármasát. A bajnoksággal párhuzamosan az Európa-ligában is érdekelt csapatban kétszer is duplázni tudott, a szenvedő fél mindkétszer a ciprusi Larnaka volt. A 2019-20-as szezonban kivételes formát mutató Volland mögött második helyre szoruló Alario elsősorban a kupamérkőzéseken vetette észre magát. Az Európa-ligában a legjobb 32 között oda-vissza betalált a Porto hálójába, valamint a német kupában a második és a harmadik fordulóból is az argentin találatának köszönhetően jutottak tovább.
2022. június 24-én két évre az Eintracht Frankfurt csapatához igazolt.

### A válogatottban
Alario 2016 szeptemberében, egy Uruguay elleni világbajnoki selejtezőn debütált az Albiceleste-ben. Első gólját 2017 nyarán, egy Szingapúr elleni barátságos meccsen szerezte. Ezután hosszú ideig nem kapott meghívót, a 2018-as világbajnokságra utazó keretbe sem került be. Ugyanígy lemaradt a 2019-es Copa Américaról, ahol az argentinok bronzérmet szereztek. 2019 őszén az új edző Lionel Scaloni szavazott neki ismét bizalmat, amit remek teljesítménnyel hálált meg. Az októberi Németország elleni barátságos mérkőzést szinte egymaga hozta vissza, az ő góljával és gólpasszával végeztek 2:2-re.

## További információ
- Alario a transfermarkt.de oldalán
- Alario a fußballdaten.de oldalán
- Alario a kicker.de oldalán
- A Bayer 04 Leverkusen hivatalos honlapja